# E.123
ITU-T建議書中E.123或稱国内国际电话号码、电子邮件地址、网址的记号推荐稿E.123定義了電話號碼、 電子郵件地址、網址的建議寫法。建議如下：
- 國內電話號碼：(042) 123 4567
- 國際電話號碼：+31 42 123 4567
- 電子郵件地址：name@example.com
- 網址／URL：www.example.com

E.123建議用空白來分隔數字，除非有明確的符號（如破折號）來代表國內電話號碼。而國際電話號碼則只建議用空白來分隔數字。在國內電話號碼中括號內的數字代表可能不會撥到的數字，如長途電話號碼的局碼在市內電話時就不會撥到。在國際電話號碼中則不建議使用括號。斜線（/）代表其他可撥的號碼。